# Стиглер, Бернар
Бернар Стиглер (фр. Bernard Stiegler; 1 апреля 1952[…], Вильбон-сюр-Иветт, Сена и Уаза, Франция — 5 августа 2020[…], Эпинёй-ле-Флёрьель, Шер, Франция) — французский философ и антрополог, директор Института по исследованиям и инновациям Центра Помпиду, основатель политической и культурной ассоциации Ars Industrialis. Считается одним из самых влиятельных философов XXI столетия. Стиглер развивает теории деконструкции Ж. Деррида, теории протезов З. Фрейда, феноменологии М. Хайдеггера и антропологии А. Леруа-Гурана.

## Биография
Бернар Стиглер родился 1 апреля 1952 года во Франции, в молодости был осуждён за вооружённое ограбление банка и провёл несколько лет в тюрьме, где заинтересовался философией. В 1992 году под руководством Жака Деррида получил докторскую степень в Высшей школе социальных наук. В 1994 году опубликовал свою ключевую работу, первый том трактата «Техника и время». Второй и третий том были изданы в 1996 году и в 2001 году.
В 2005 году основал политическую и культурную ассоциацию Ars Industrialis, а в 2010 году философскую школу pharmakon.fr в Эпинёй-ле-Флёрьель.
С 2006 года основатель и руководитель Института по исследованиям и инновациям Центра Помпиду.
В 2012 году приезжал в Россию, участвовал в круглом столе: «Искусство как связь поколений» при поддержке фонда «Про Арте» в Санкт-Петербурге.
Философ занимается не только теоретическим, но и практическим осмыслением влияния дигитализации на развитие общества. Стиглер считает, что человек, время, память и история возникают лишь с освоением первых технологий.
Женат, имел четверых детей. Дочь Барбара Стиглер также является философом.
Умер 5 августа 2020 года в Эпинёй-ле-Флёрьель, в возрасте 68 лет.

## Фильмография
«Организация сновидений» (англ. An Organizations of Dreams) — драматический фильм 2009 года производства Великобритании, в роли самого себя.